# واسرسلویی
واسرسلویی (به لاتین: Wasserflue) یک کوه در سوئیس است که در کانتون آرگاو واقع شده‌است. واسرسلویی ۸۶۶ متر بالاتر از سطح دریا واقع شده‌است.